# Uniunea Economică Euroasiatică

Drapelul Uniunii

Harta țărilor membre

Uniunea Economică Euroasiatică (UEE) este o uniune economică situată în principal în nordul Eurasiei.
Tratatul pentru fundarea UEE-ului a fost semnat la 29 mai 2014 de către liderii statelor Belarus, Kazahstan și Rusia și a fost pus în aplicare de la 1 ianuarie 2015 d.C.